# 入野太
入野 太（いりの ふとし、1956年10月26日 - ）は山梨県出身のプロゴルファー。

## 来歴
日本大学卒業。
16歳からゴルフを始め、1981年にプロ入りする。
1984年の和歌山オープンで宮本康弘・伊藤正己・吉川一雄・大町昭義・前田新作・金海繁を抑えてプロ初勝利を挙げ、1985年には東北クラシックで安田春雄・村上隆・牧野裕・新関善美・出口栄太郎、ブライアン・ジョーンズ（オーストラリア）と並んでの7位タイ、関東プロで安田・高橋勝成・中川泰一と並んでの8位タイに入る。日本プロでは3日目に通算7アンダーまでスコアを伸ばして単独首位に立ったが、終盤のボギーで尾崎健夫・宮本と同じく4アンダーの首位タイとなり、最終的には倉本昌弘と並んでの7位タイに入った。関東オープンでは矢部昭・中嶋常幸・尾崎直道・小林富士夫と並んでの7位タイに入った。
1986年は日本プロで古木譲二・稲垣太成と並んで2年連続の同大会7位タイ 、河野和重とペアを組んだアコムダブルス2位タイ、マルマン日本海オープンで新井規矩雄と並んでの6位タイ、ゴルフダイジェストトーナメントでは大町・山本善隆と並んでの5位タイに入った。
1987年はブリヂストン阿蘇オープンで須貝昇・草壁政治・海老原清治・木村政信・渡辺司、グラハム・マーシュ（オーストラリア）と並んでの9位タイに入る。中日クラウンズでは初日に合計25パットで草壁、イアン・ベーカーフィンチ（オーストラリア）と共に首位で飛び出したが9位タイに終わった。富山県オープンでは友利勝良・三上法夫・丸山智弘と並んでの5位タイに入った。東海クラシックではマーシュと並んでの6位タイ、日本オープンでもマーシュと並んでの7位タイと健闘。
1988年は仙台放送クラシックで倉本の2位、関東プロでは新関善美と並んでの2位タイ、広島オープンでは矢部・横島・牧野・中嶋・甲斐俊光・上野忠美・岩下吉久と並んでの6位タイに入る。日本プロでは初日に6アンダー66で尾崎直・秋富由利夫と並び、尾崎将司・中嶋のONに1打差の好発進を決める。
1989年はブリヂストン阿蘇オープンで初見充宣・芹澤信雄と並んでの8位タイ、1990年はNST新潟オープン・大京オープン9位タイと日本プロ10位タイ、1991年はペプシ宇部8位タイ、1992年はミズノオープン・全日空オープン6位タイに入った。
2000年10月のチャレンジトーナメントではアルバトロスを達成し、2004年の第1回アサヒ緑健よみうり・麻生飯塚メモリアルオープンを最後にレギュラーツアーから引退。
現在は磯崎功・星野桂一と共に山梨県プロゴルファー会会員。

## 主な優勝
- 1984年 - 和歌山オープン
- 1993年 - NISSANオールスターチャリティ
- 1994年 - 栃木オープン